# ピーター・チョン
ピーター・チョン（피터 정、Peter Chung、1961年 - ）は、韓国系アメリカ人のアニメーター。
金田伊功の作風に大きな影響を受けている。『PARTY7』では小池健と共に原画で参加している。

## 作品

### アニメ映画・劇場版アニメ
- 風吹くままに (1983)- アニメーター、レイアウトアーティスト
- トランスフォーマー ザ・ムービー (1986) - 絵コンテ
- ラストマン・スタンディング (1996/II) - プロダクションアシスタント: セカンドユニット
- アレクサンダー戦記 (1997) aka Alexander (アメリカ・日本国外) and Reign: The Conqueror (USA) (映画) (オリジナル)
- ラグラッツ・ムービー (1998)  - ストーリーボード
- PARTY7 (2000)  - ディレクター: オープニングクレジットシークエンス
- マトリキュレーテッド (2003) (ショートストーリー)  - ディレクター, スクリプト, デザイン
- イーオン・フラックス (2005)  - キャラクター全般

### OVA
- リディック・アニメーテッド (2004) - ディレクター, キャラクターデザイン
- アレクサンダー戦記 (1997) aka Alexander (アメリカ・日本国外) and Reign: The Conqueror (USA)- キャラクターデザイン

### テレビアニメ
- イーオン・フラックス (1995) - ディレクター, プロデューサー, スクリプト, キャラクターデザイン
- Phantom 2040 (1994)  - キャラクターデザイン
- ラグラッツ (1991)  - メインタイトル/パイロットアニメーター
- C.O.P.S. (1988) - キャラクターデザイン,オープニング監督,海外版製作総指揮
- ティーンエイジ・ミュータント・ニンジャ・タートルズ (1987)  - アートディレクション, オープニングタイトルデザイン
- トランスフォーマー (1984)- 絵コンテ